# Otmar Suitner

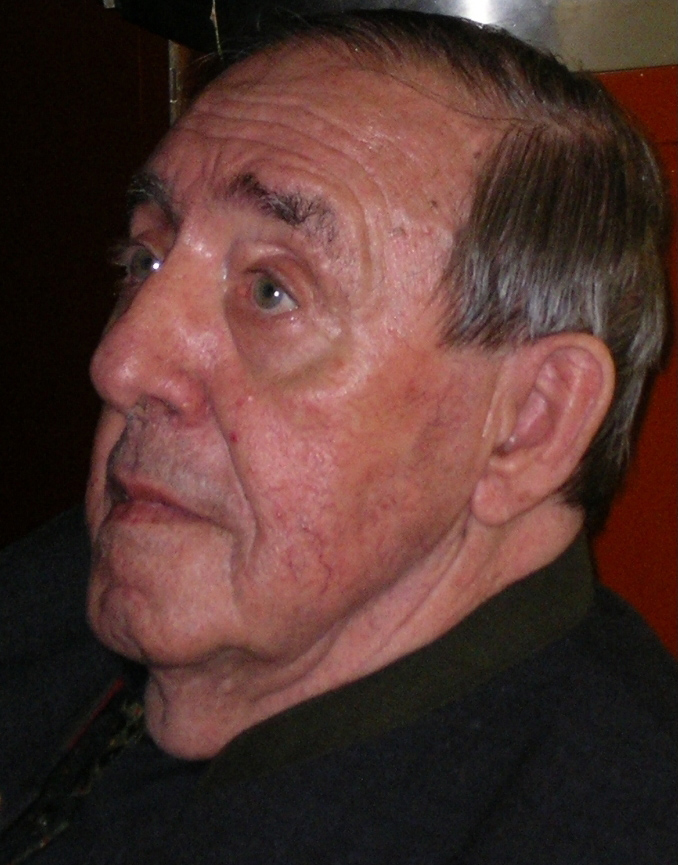
Otmar Suitner (2007)

Otmar Suitner (* 16. Mai 1922 in Innsbruck, Tirol; † 8. Januar 2010 in Berlin) war ein österreichischer Konzert- und Operndirigent.

## Biografie
Otmar Suitner studierte am Konservatorium in Innsbruck Klavier bei Fritz Weidlich und 1940 bis 1942 am Mozarteum in Salzburg ebenfalls Klavier bei Franz Ledwinka und Dirigieren bei Clemens Krauss. 1942 bis 1944 war er Ballettrepetitor mit Dirigierverpflichtung am Reichsgautheater in Innsbruck und dirigierte dort 1944 die Verdi-Oper Rigoletto. Danach gab er vor allem Konzerte als Pianist, unter anderem in Wien, Rom, München sowie in der Schweiz. 1952 war Suitner Musikdirektor in Remscheid. 1957 wurde er Generalmusikdirektor des Pfalzorchesters, der heutigen Staatsphilharmonie Rheinland-Pfalz in Ludwigshafen am Rhein, mit der er in Berlin, München, Hamburg sowie in Italien und Griechenland gastierte. Seine GMD-Stelle hatte Suitner dort bis 1960 inne.

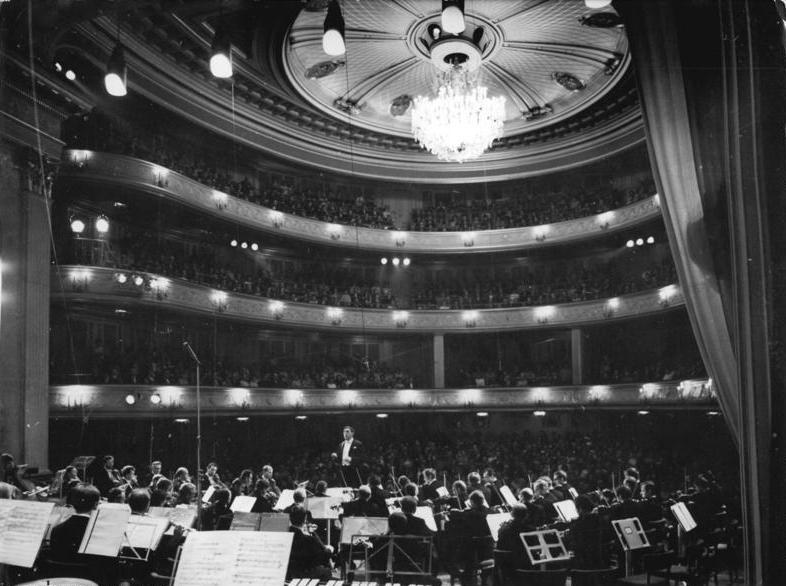
Suitner dirigiert die Staatskapelle Berlin, 1970

1960 bis 1964 war Suitner Chefdirigent der Staatskapelle Dresden. 1964 bis 1967 dirigierte er den Fliegenden Holländer, Tannhäuser und den Ring des Nibelungen bei den Bayreuther Festspielen. 1964 bis 1971 und wiederum 1974 bis 1991 war Suitner Generalmusikdirektor an der Deutschen Staatsoper in Ost-Berlin. Suitner gastierte in fast allen europäischen Ländern, vor allem in Schweden, Italien, der Schweiz und an der Wiener Staatsoper, aber auch in den USA (San Francisco Opera), Lateinamerika und Japan. Er wurde zum Ehrendirigenten des NHK-Sinfonieorchesters Tokio ernannt. In der Bundesrepublik Deutschland nahm man ihm, vor allem von Seiten der CDU, seinen Wohn- und Arbeitsplatz in Ost-Berlin übel, und auch seine Rehabilitierung durch Helmut Kohl, der ihn noch aus Ludwigshafen kannte, half ihm wenig, so dass sich seine Auslandsgastspiele meist in anderen Ländern abspielten.
Otmar Suitner war mit dem Komponisten Paul Dessau eng verbunden. Er dirigierte die Uraufführungen von Dessaus Opern Puntila (1966), Einstein (1974) und Leonce und Lena (1979) an der Deutschen Staatsoper Berlin.
1975 und 1976 leitete er den Dirigentenkurs der Sommerakademie Salzburg.
Von 1977 bis 1990 war Suitner Professor für Dirigieren an der Hochschule für Musik und darstellende Kunst in Wien.
Im Laufe der 1980er-Jahre bekam Suitner immer größere gesundheitliche Probleme, die dazu führten, dass er aufgrund einer Parkinson-Erkrankung 1990 mit dem Dirigieren aufhören musste.

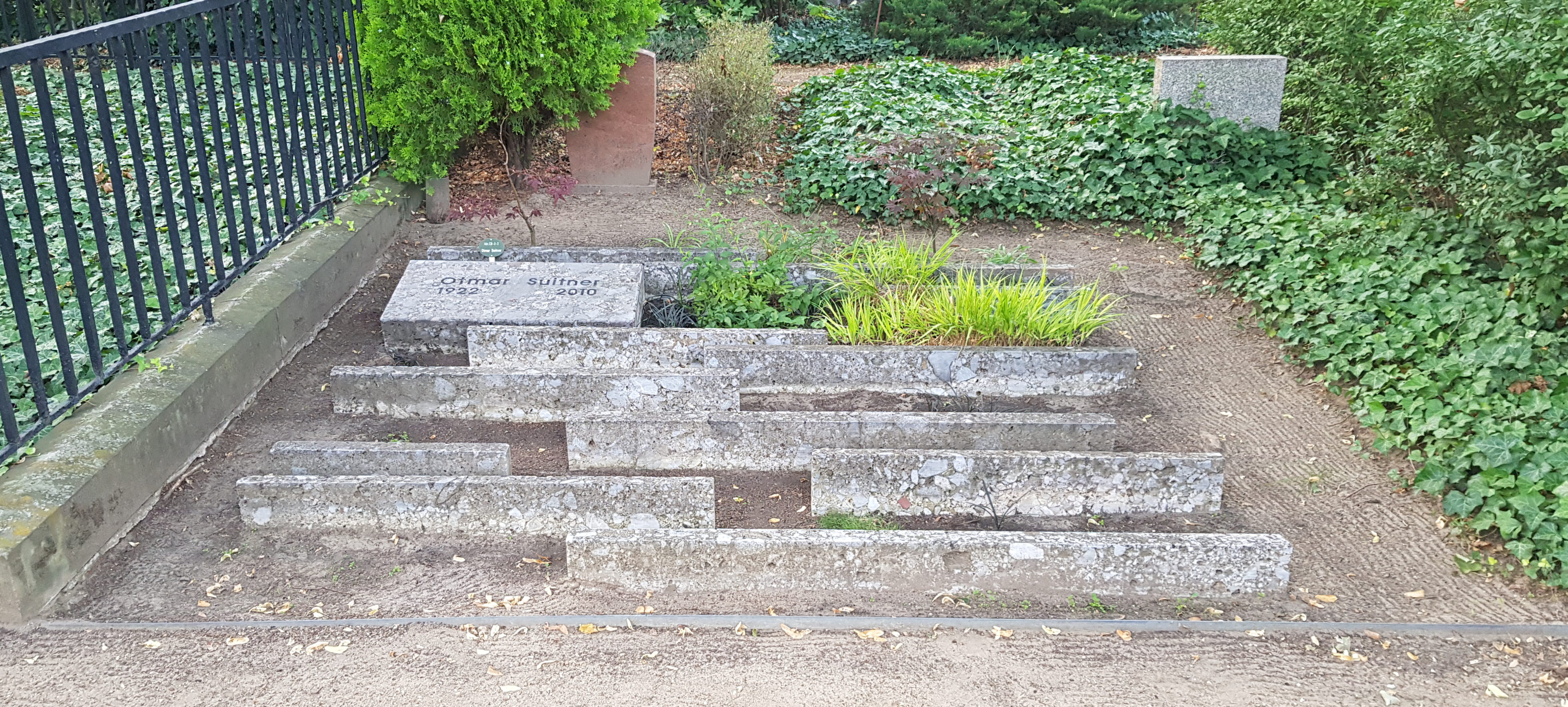
Grabstätte (August 2023)

Er ist auf dem Friedhof der Dorotheenstädtischen und Friedrichswerderschen Gemeinden in Berlin-Mitte bestattet.

### Familie
Otmar Suitner hatte zwei Familien. Er war mit seiner Frau Marita (1924–2008), der Tochter des Komponisten Friedrich Wilckens, verheiratet, mit der er schon 1960 in die DDR kam und später in Ost-Berlin lebte. Daneben hatte er in West-Berlin eine Geliebte, die er am Wochenende besuchte: die westdeutsche Studentin Renate Heitzmann, die er 1965 in Bayreuth kennengelernt hatte und die 1971 den Sohn Igor Heitzmann gebar. So wurde sein Leben ein Balanceakt im geteilten Berlin, dessen Grenze er mit seinem österreichischen Pass jederzeit überschreiten konnte. Nach der Wende änderte sich sein Familienleben, indem beide Familien sich öfter trafen.
In dem Dokumentarfilm Nach der Musik erzählt sein Sohn Igor Heitzmann die Geschichte einer Annäherung: an den Vater, den fernen Dirigenten, an das verschwundene Land DDR, die ungewöhnlichen Lebenswege der Eltern – und an die Musik. In Gesprächen und Bildern rekonstruiert er die Familiengeschichte zwischen Ost und West und verbindet sie mit den eigenen, bruchstückhaften Erinnerungen an die Begegnungen mit dem Vater.

## Auszeichnungen
- 1963 Nationalpreis der DDR II. Klasse für Kunst und Literatur
- 1963 Professorentitel in der DDR
- 1968 Professorentitel in Österreich
- 1973 Gregoriusorden von Papst Paul VI.
- 1982 Nationalpreis der DDR I. Klasse für Kunst und Literatur
- 1987 Stern der Völkerfreundschaft der DDR
- 2004 Tiroler Landespreis für Kunst
- 2025 Bronzebüste in der Berliner Staatsoper Unter den Linden (gestaltet 1957 vom Tiroler Bildhauer Hans Pontiller, Werkverzeichnis 187)[4]

## Bedeutung
„Otmar Suitner repräsentiert den aussterbenden Typus des soliden ‚deutschen‘, spätromantisch geprägten Kapellmeisters. Mit klarer, effektiver Dirigierweise, bemüht um zügiges, plastisches Musizieren, stellte er seine Person nie in den Vordergrund und zielte nicht primär auf Erfolg, sondern auf kontinuierliches, gewissenhaftes Arbeiten.“

## Diskografie
(Auswahl, alphabetisch nach Komponisten)
- Beethoven: Die neun Sinfonien / Staatskapelle Berlin / 1980–1983 / Solisten bei Sinfonie Nr. 9 Magdalena Hajossyova, Uta Priew, Eberhard Büchner und Manfred Schenk.
- Beethoven: Ouvertüren zu Egmont, Coriolan und Fidelio / Staatskapelle Berlin / 1984
- Beethoven: Ouvertüren Leonore III, Die Geschöpfe des Prometheus / Staatskapelle Berlin / 1984
- Bizet: Sinfonie Nr. 1 (C-Dur) / Staatskapelle Dresden
- Brahms: Sinfonien 1–4 / Staatskapelle Berlin / 1984–1986
- Bruckner: Sinfonien Nr. 1, 4, 5, 7, 8 / Staatskapelle Berlin / 1987–1990
- Debussy: Prélude a l'aprèsmidi d'un faune / Staatskapelle Dresden
- Dessau: Einstein / Operngesamtaufnahme / Schreier, Adam, Büchner und andere / Staatskapelle Berlin / 1977
- Dessau: Leonce und Lena / Gesamtaufnahme / Süß, Büchner, Nossek, Menzel, Schaller, Leib, Eisenfeld, Garduhn / Chor der Deutschen Staatsoper Berlin / Staatskapelle Berlin / 1980
- Dvořák: Die neun Sinfonien / Staatskapelle Berlin / 1977–1981
- Eisler: Ernste Gesänge / Günter Leib / Staatskapelle Dresden
- Grieg: Drei Orchesterstücke op. 56 (zu „Sigurd Jorsalfar“) / Staatskapelle Berlin / 1976
- Grieg: Suite „Aus Holbergs Zeit“ op. 40 / Staatskapelle Berlin / 1976
- Grieg: Peer-Gynt-Suite Nr. 1 op. 46 / Bamberger Symphoniker / 1959
- Grieg: Peer-Gynt-Suite Nr. 2 op. 55 / Bamberger Symphoniker / 1959
- Händel: Acis und Galathea / Kunitachi College of Music / 1980
- Haydn: Sinfonie Nr. 100 („Militär-Sinfonie“) / Gewandhausorchester Leipzig / 1950er?
- Humperdinck: Hänsel und Gretel / Gesamtaufnahme / Springer, Hoff, Adam, Schreier / Staatskapelle Dresden / 1969
- Lanner: Waltzer, Hofball- und Steyrische Tänze und Die Schönbrunner / Staatskapelle Dresden / 1970
- Liszt: Orpheus Sinfonische Dichtung Nr. 4 / Bamberger Symphoniker / 1957
- Liszt: Mazeppa Sinfonische Dichtung Nr. 6 / Bamberger Symphoniker / 1957
- Lortzing: Die Opernprobe / Gesamtaufnahme / Litz, Hirte, Lövaas, Marheineke, Gedda / Chor und Orchester der Bayerischen Staatsoper / 1974
- Mahler: Sinfonie Nr. 1 / Staatskapelle Dresden / 1962
- Mahler: Sinfonie Nr. 2 / Hajossyova, Priew / Staatskapelle Berlin / 1983
- Mahler: Sinfonie Nr. 5 / Staatskapelle Berlin / 1984
- Meyer: Violinkonzert / David Oistrach / Staatskapelle Berlin / 1974
- Mozart: Die Hochzeit des Figaro / Gesamtaufnahme / Prey, Güden, Rothenberger, Berry, Mathis, Schreier, Vogel / Staatskapelle Dresden / 1964
- Mozart: Così fan tutte / Gesamtaufnahme / Casapietra, Burmeister, Leib, Schreier, Geszty, Adam / Chor der Deutschen Staatsoper Berlin / Staatskapelle Berlin / 1969
- Mozart: Die Zauberflöte / Gesamtaufnahme / Adam, Schreier, Geszty, Donath, Leib, Hoff, Kuhse, Vogel / Staatskapelle Dresden / 1970
- Mozart: Sinfonie Nr. 29, A-Dur, KV 201 / Staatskapelle Dresden
- Mozart: Sinfonie Nr. 31, D-Dur, KV 297 (Pariser) / Staatskapelle Dresden / 1968
- Mozart: Sinfonie Nr. 32, G-Dur, KV 318 / Staatskapelle Dresden / 1974
- Mozart: Sinfonie Nr. 33, B-Dur, KV 319 / Staatskapelle Dresden / 1974
- Mozart: Sinfonie Nr. 34, C-Dur, KV 338 / Staatskapelle Dresden / 1974
- Mozart: Sinfonie Nr. 39, Es-Dur, KV 543 / Staatskapelle Dresden / 1976
- Mozart: Sinfonie Nr. 40, g-Moll, KV 550 / Staatskapelle Dresden / 1976
- Mozart: Sinfonie Nr. 41, C-Dur, KV 551 (Jupiter) / Staatskapelle Dresden / 1974
- Mozart: Sinfonie Nr. 41, C-Dur, KV 551 (Jupiter) / NHK-SO Live in Tokio / 1982
- Pfitzner: Palestrina / Gesamtaufnahme / Schreier, Lorenz, Nossek, Lang, Polster, Ketelsen, Garduhn, Trekel, Bär, Priew / Chor der Deutschen Staatsoper Berlin / Staatskapelle Berlin / 1986–1988
- Schubert: Alfonso und Estrella / Gesamtaufnahme / Mathis, Schreier, Fischer-Dieskau, Prey, Adam / Rundfunkchor Berlin / Staatskapelle Berlin / 1978
- Schubert: Sinfonie Nr. 1, 2, 3, 4, 5, 6, 7, 9 / Staatskapelle Berlin / 1983–1986
- Schumann: Die vier Sinfonien / Staatskapelle Berlin / 1986–1987
- Smetana: Die verkaufte Braut / Gesamtaufnahme / Burmeister, Schlemm, Lange, Leib, Teschler, Adam / Staatskapelle Dresden / 1962
- Strauss: Salome / Gesamtaufnahme San Francisco House of Opera Live / Rysanek, Varnay, Nimsgern, Hopf / Orchester der Oper San Francisco / 1974
- Suppé: Die schönsten Ouvertüren / Staatskapelle Dresden / 1969
- Wagner: Tannhäuser / Gesamtaufnahme San Francisco House of Opera Live  / Thomas, Rysanek, Napier, Stewart und andere / Orchester der Oper San Francisco / 1973
- Wagner: Lohengrin / Opernquerschnitt / Staatskapelle Berlin / 1974

## Film
- 2007 – Nach der Musik. Otmar Suitner. Regie: Igor Heitzmann

## Anmerkung
1. ↑  In Suitners Amtszeit begleitete das Pfalzorchester ein Konzert von Maria Callas in Wiesbaden (Mai 1959) auf deren Europatournee, allerdings dirigierte nicht Suitner, sondern der damalige Tourneedirigent Nicola Rescigno – vgl. hierzu Hessisches Staatsarchiv und Callas-Doku 2019.
2. ↑  Die Deutsche Staatsoper hatte in den 1960er bis 1990er Jahren einen zweiten Generalmusikdirektor, vgl. Heinz Fricke und Staatsoper Unter den Linden#Künstlerische und musikalische Leiter, Generalmusikdirektoren. Siehe Ivo Zöllner: Ein Leben für die Oper. Interview mit Generalmusikdirektor Heinz Fricke (erschienen anlässlich seines 75. Geburtstages am 11. 02.2002). In: Der Neue Merker Online. „Merker“-Verein, Wien, 17. Oktober 2011, abgerufen am 8. Februar 2025: „Jahrelang war Fricke hinter dem geschäftsführenden GMD Otmar Suitner der zweite Mann des Hauses.“